# SpaceX CRS-24
SpaceX CRS-24 byla čtvrtá zásobovací mise lodi Dragon 2 k Mezinárodní vesmírné stanici (ISS). Let s bezmála 3 tunami zásob a materiálu začal úspěšným startem 21. prosince 2021 a připojením ke stanici o den později. Trval 34 dní a skončil přistáním 24. ledna 2022. 

## Kosmická loď Cargo Dragon

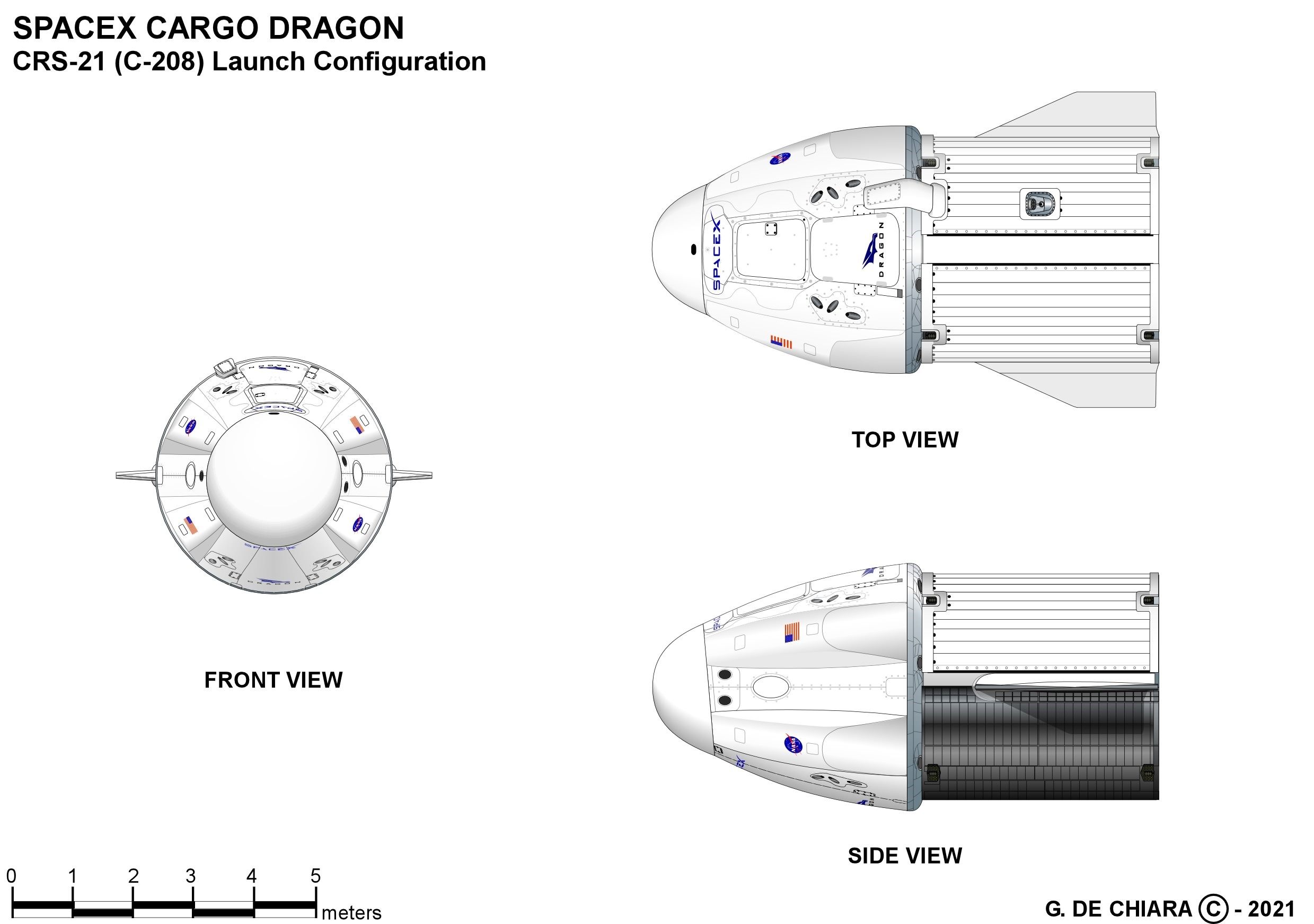
Cargo Dragon ve startovní konfiguraci.

Cargo Dragon je nákladní kosmická loď navržená společností SpaceX, v současnosti jediný prostředek schopný dopravit náklad nejen ze Země na nízkou oběžnou dráhu, ale také nazpět. Tvoří ji znovupoužitelná kabina kónického tvaru a nástavec v podobě dutého válce (tzv. trunk). V kabině je pro náklad určen hermetizovaný prostor 9,3 m3 a v nástavci nehermetizovaných 12,1 m3 pro náklad, který nemusí být přepravován v kabině, zejména proto, že bude umístěn na vnějším povrchu ISS. Sestava kabiny a nástavce ve startovní pozici měří na výšku 8,1 metru a v průměru má 4 metry. 
Celková nosnost lodi při startu je 6 000 kg na oběžnou dráhu a až 3 307 kg na ISS, z toho až 800 kg v nástavci. Zpět na Zemi může loď dopravit až 3 000 kg nákladu a v nástavci, který před přistáním odhodí, až 800 kg odpadu z ISS. SpaceX uvádí životnost lodi 75 dní, NASA však využívá zhruba polovinu této doby a nákladní Dragony se na Zemi vracejí po 5 až 6 týdnech.

## Průběh letu
Při misi byla podruhé použita kabina C209 (poprvé při letu CRS-22), kterou nesl zcela nový první stupeň rakety Falcon 9 s výrobním číslem B1069. Sestava odstartovala z Kennedyho vesmírného střediska na Floridě 21. prosince 2021 v 10:07:08 UTC. První stupeň bez problémů přistál na plošině v Atlantiku a zaokrouhlil počet úspěšných návratů tohoto nosiče k opakovanému použití na 100.
Po přiblížení se kabina s téměř třemi tunami nákladu 22. prosince 2021 v 8:41 UTC spojila se stanicí přes horní (zenith) port modulu Harmony. Podobně jako u předchozích letů CRS se počítá se zhruba měsíčním trváním mise. 
Loď s asi 2 200 kg nákladu se od stanice oddělila 23. ledna 2022 v 15:40:23 UTC a přistála o den později v 21:05 UTC do vod Mexického zálivu nedaleko města Panama City na severozápadě Floridy.

## Užitečné zatížení

### Při startu
Kabina letu CRS-24 vynesla na ISS 2 989 kg nákladu, z toho 2 081 kg v hermetizované sekci lodi a 908 kg mimo ni. Náklad tvořilo vybavení pro vědecké výzkumy (1 119 kg), technické vybavení stanice (328 kg), zásoby pro posádku (386 kg), vybavení pro výstupy do kosmu (182 kg) a počítačové vybavení hardware (24 kg).
Mezi technickým vybavením doručeným na stanici byly:
- kompaktní radiometr COWVR (Compact Ocean Wind Vector Radiometer), který bude měřit směr a rychlost větrů na povrchu oceánu,
- přístroj TEMPEST (Temporal Experiment for Storms and Tropical Systems) určený pro výzkum vlhkosti atmosféry,
- senzor vodíku jako významná součást systému kontroly životního prostředí a podpory života, který monitoruje přítomnost přebytečného vodíku v generovaném kyslíku,
- elektronický box KRAKN (Knowledge Reaper Asset in a Kinetic Network), který modernizuje starší odporové cvičební zařízení a bude využíván členy posádky při cvičení
- náhradní chladnička pro podporu několika výzkumů během expedic 66 a 67,
- různé vybavení pro výzkum hlodavců během mise CRS-24

Loď na ISS přivezla také materiál pro řadu vědeckých výzkum, např.:
- BioPrint FirstAid – Projekt Německé agentury pro letectví a kosmonautiku (DLR) otestuje přenosnou biotiskárnu schopnou využít pacientovy vlastní kožní buňky k vytvoření tkáňotvorné náplasti k překrytí rány po zranění nebo medicínském zákroku a urychlení procesu hojení. Při budoucích misích na Měsíc a Mars by bioprint takovýchto náplastí na míru mohl pomoci řešit změny v hojení ran, které mohou nastat ve vesmíru a komplikovat léčbu.
- CASIS PCG 20 – Projekt pro zlepšení podávání léků proti rakovině prověří možnosti a vlastnosti krystalizace monoklonální protilátky pembrolizumab vyvinuté výzkumnými laboratořemi společnosti Merck a zacílené proti mnoha druhům rakoviny. Krystalizace by mohla pomoci vytvořit lékové formy, které lze podávat jednoduše v ordinaci lékaře nebo dokonce doma, na rozdíl od dosavadní nutnosti podávat monoklonální látky nitrožilně v nemocnici.
- Host-Pathogen – Testování technologie schopné vyhodnocovat změny imunitního stavu způsobené kosmickým prostorem, a to kultivací buněk odebraných členům posádky před, během a po kosmickém letu s „normálními“ bakteriemi a bakteriemi vypěstovanými v podmínkách simulovaného kosmického letu. Pokus reaguje na jištění, že kosmické lety někdy zvyšují virulenci potenciálně škodlivých mikrobů a snižují imunitní funkce člověka, což zvyšuje riziko infekčních onemocnění. Zjištění by mohla podpořit vývoj protiopatření, která by mohla zlepšit péči o osoby s oslabeným imunitním systémem nejen ve vesmíru, ale také na Zemi.
- Multi-Variable Platform (MVP) Plant-01 – Výzkum profiluje a monitoruje vývoj výhonků a kořenů rostlin v mikrogravitaci. Rostliny by mohly sloužit jako důležitá součást systémů podpory lidského života při dlouhodobých vesmírných letech a obývání Měsíce a Marsu, ve vesmíru však zažívají stres způsobený různými faktory. To podle a nedávné studie může vyvolávat změny v expresi genů rostlin. Lepší pochopení těchto změn by mohlo umožnit výběr rostliny, které budou lépe přizpůsobené pro růst v prostředí kosmických letů.
- Procter & Gamble Telescience Investigation of Detergent Experiments (PGTIDE) – Experiment reaguje na skutečnost, že astronauti na vesmírné stanici nosí jeden kus oblečení několikrát a poté jej vymění za nové oblečení dodané při zásobovacích misích. Kvůli omezené kapacitě nákladu je tento úkol logisticky zatěžující a při delších misích za nízkou oběžnou dráhu Země vůbec nepřipadá v úvahu. Proto společnost Proctor & Gamble ve spolupráci s NASA vyvinula plně rozložitelný prací prostředek Tide Infinity a na ISS bude  zkoumána účinnost jeho složek odstraňujících skvrny a stabilita složení v mikrogravitaci. Pokud se osvědčí ve vesmíru, bude využit k rozvoji udržitelných řešení pro praní prádla s nízkou spotřebou zdrojů také na Zemi.
- Turbine Superalloy Casting Module (SCM) – Test komerčního výrobního zařízení, které zpracovává díly ze žáruvzdorných slitin v mikrogravitaci. Výzkumníci očekávají rovnoměrnější mikrostrukturu a lepší mechanické vlastnosti u dílů ze superslitin zpracovávaných v mikrogravitaci ve srovnání s díly zpracovávanými na Zemi. Tyto lepší materiály by mohly zlepšit výkonnost turbínových motorů v průmyslových odvětvích, jako je letectví a kosmonautika a výroba energie na Zemi.

### Při návratu
Na palubě lodi bylo při odpojení od ISS a při přistání asi 2 200 kg nákladu, včetně vzorků z několika experimentů, které vědcům umožní provádět další pozorování a analýzy v laboratořích na Zemi. Součástí nákladu byl také skafandr, který posádka odeslala k renovaci poté, co byl opakovaně využit při výstupech do volného prostoru.

## Galerie

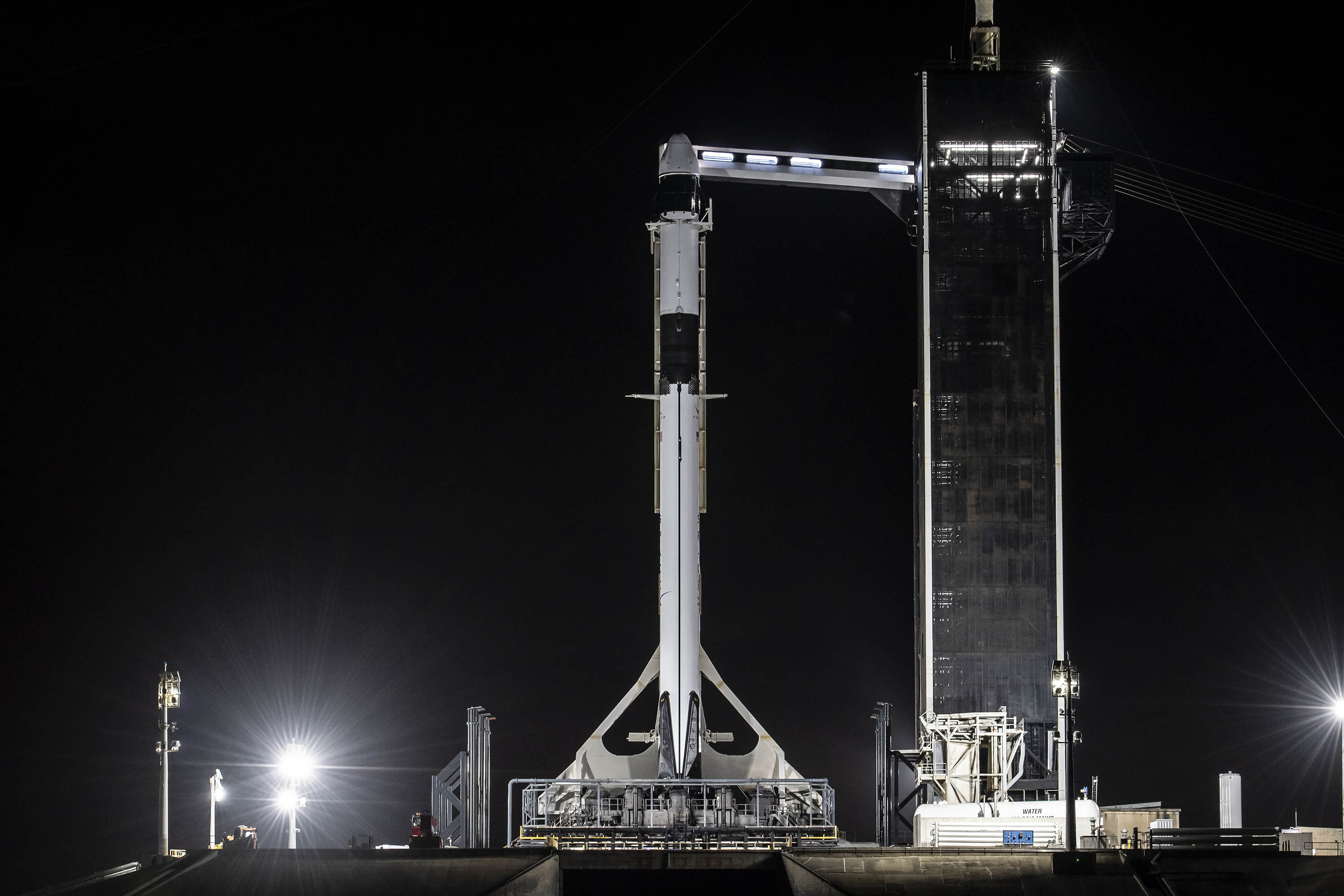
Loď s raketou při předstartovní přípravě, 19. prosince 2021.
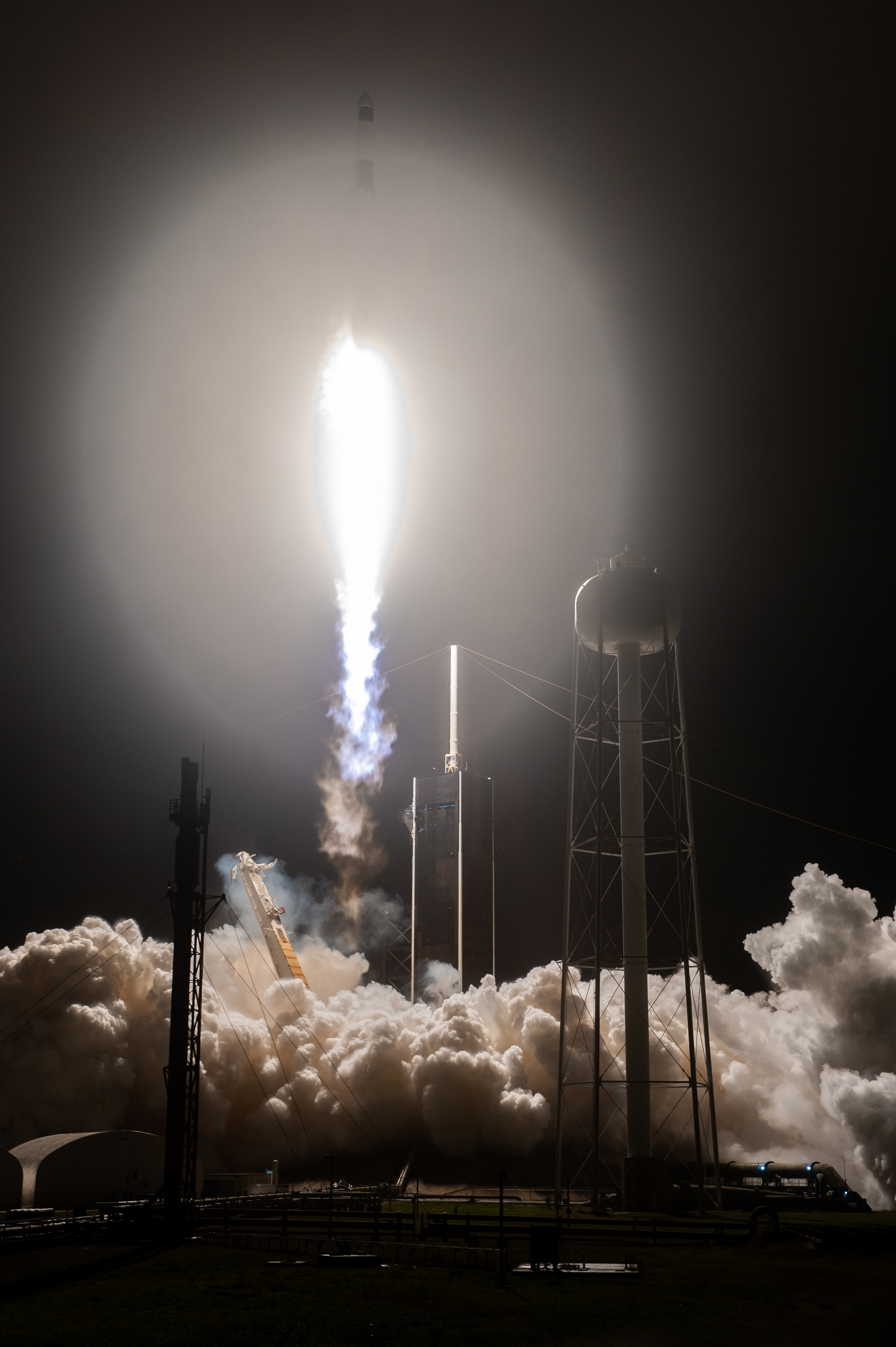
Start mise, 21. prosince 2023.
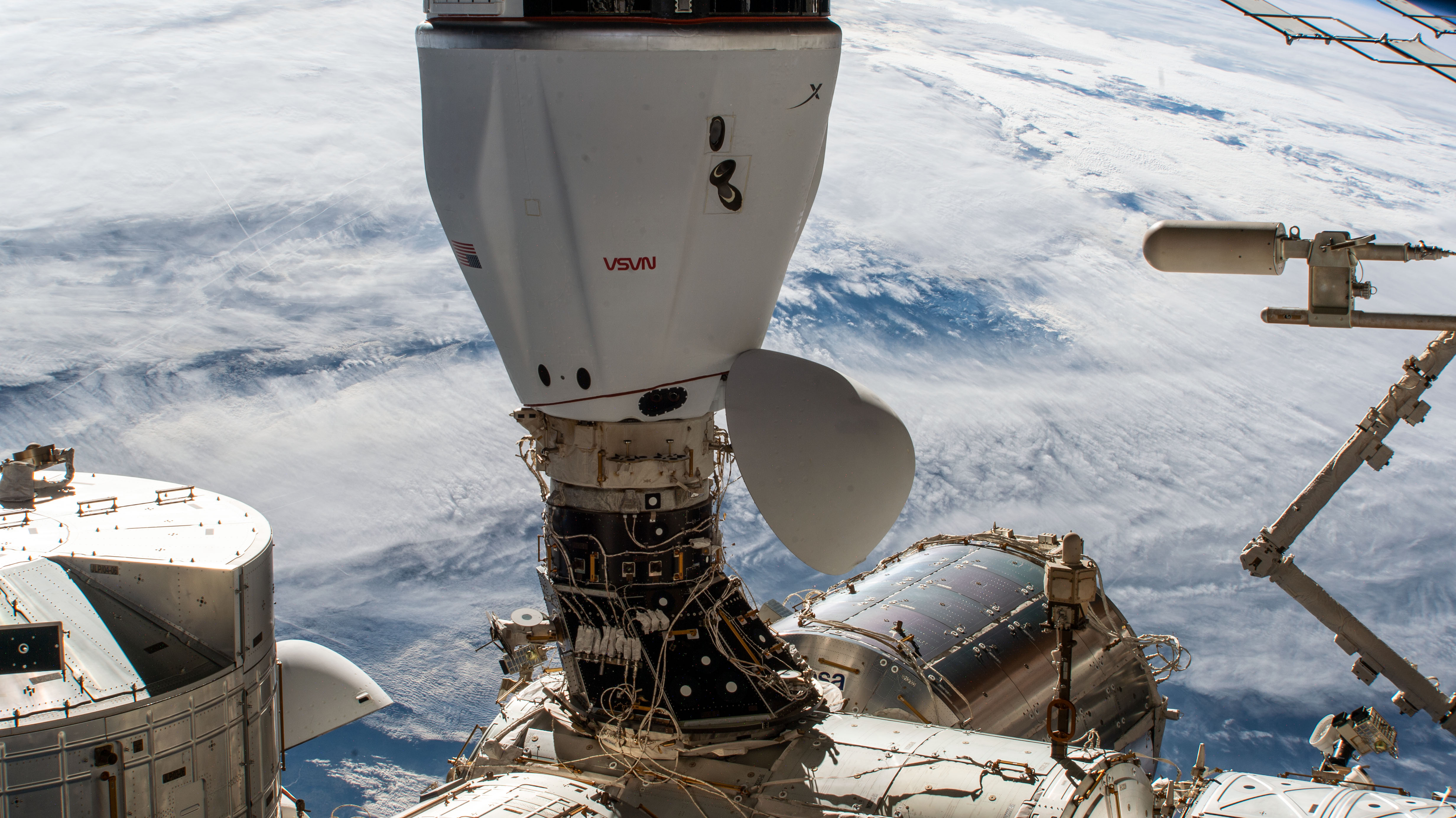
CRS-24 připojená k modulu Harmony, 24. prosince 2021.
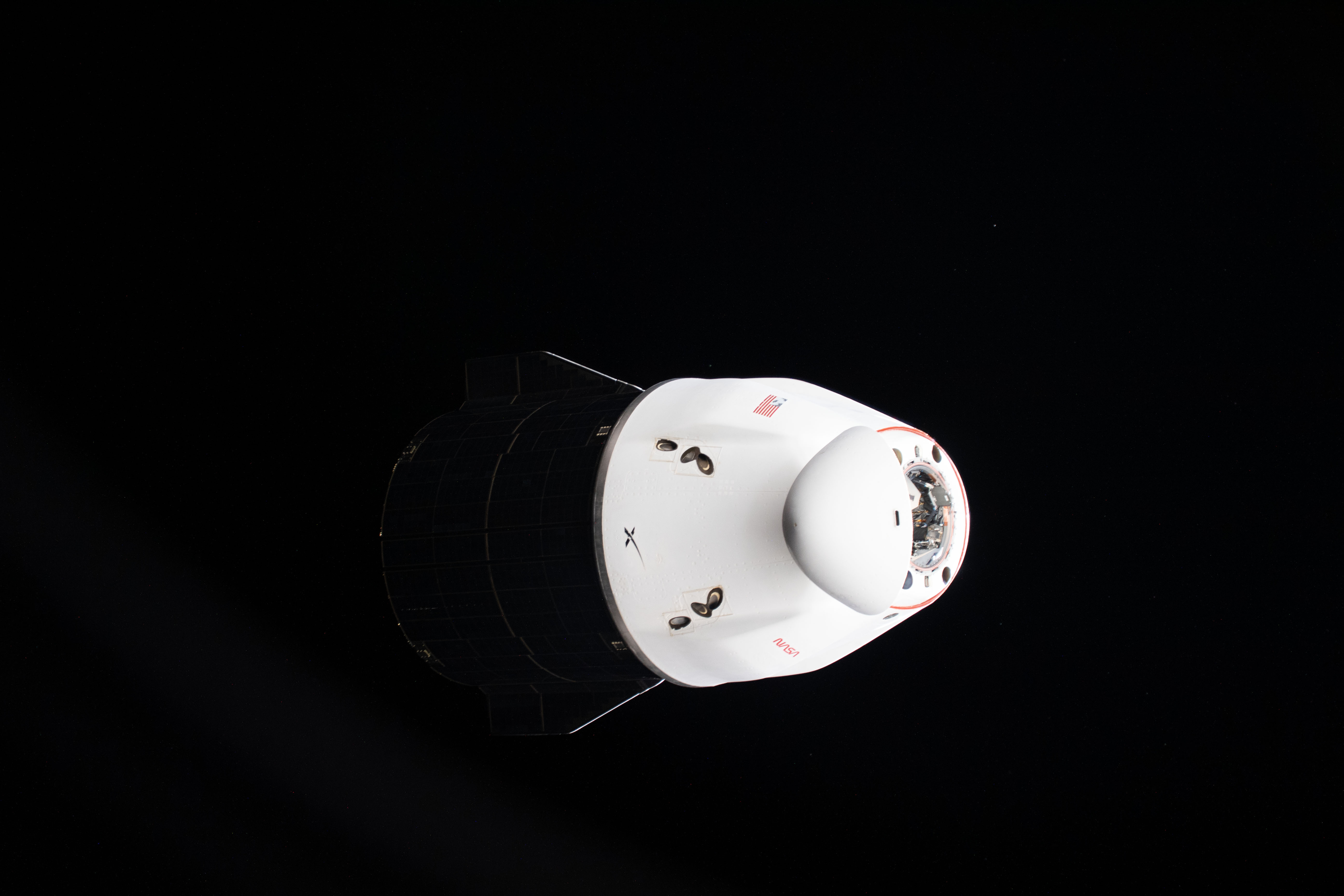
CRS-24 při odletu od ISS, 23: ledna 2022.